# オーロラ・ボリアリス
『オーロラ・ボリアリス』 (Aurora Borealis) は、イギリスのロック・バンド、ジグソーによる2作目のアルバム。前作に引き続き、プログレッシブ・ロック志向のサウンドが全体を大きく占めるが、前作のようなモンティ・パイソン風の寸劇を交えたコンセプチュアルさは影を潜めた。

## 曲目
特記無き楽曲は、クライヴ・スコット/デス・ダイヤー作
Side 1
1."Keeping My Head Above Water " 3:24
2."Autumn" 3:07
3."Come With Me" 2:58
4."Life Insurance" 3:55
5."Sitting On A Bomb" 1:50
6."When The Sun Is In Your Eyes" 3:00
Side 2
1."What's My Name" 4:08
2."See Me Flying" (Des Dyer) 2:15
3."Freud Fish" 4:28
4."Hanging Around" 2:40
5."P-R-R-R Blues" 3:02
6."Ready To Ride" 3:48

## パーソネル
・デス・ダイヤー:ドラムス;アコースティック・ギター;ピアノ・アコーディオン;リード・ヴォーカル;プロデュース
・バリー・バーナード:ベース・ギター
・トニー・キャンベル:アコースティック&エレクトリック・ギター;プロデュース
・クライヴ・スコット:オルガン;ピアノ;ピアノ・アコーディオン;ヴォーカル;エレクトリック・ピアノ;プロデュース
・トニー・ブリトネル:サクソフォン
・リチャード・ヒューソン;ストリング・アレンジメント
・ロジャー・ウィルキンソン:サウンド・エンジニア
・デレク・チャンドラー:アシスタント
・チャス・ピート:エグゼクティブ・プロデューサー